# Пады (Воронежская область)
Пады́ — село в Панинском районе Воронежской области России.
Входит в состав Прогрессовского сельского поселения.

## География
Расположено на правом берегу реки Битюг.
В селе имеются шесть улиц — Верхняя, Выселки, Гудовка, Крюковка, Рабочий посёлок и Средняя.

## История
Слово Пады происходит от слова "падь" – понижение на местности. В.И. Даль определяет это слово как глубокий и крутой лог, овраг.
Основано в 1780-е годы  помещиком, генерал-майором Дмитрием Николаевичем Лопухиным, который перевёз сюда крестьян из Ярославской губернии. Д. Н. Лопухин был родным братом графини Евдокии Николаевны Орловой (1761—1786) — жены графа Алексея Григорьевича Орлова-Чесменского. Первоначальные названия села были Покровский и Лопухино.
В 1815 году земли, находящиеся на территории современного с. Пады (Лопухино) Панинского района Воронежской области вместе с конным заводом приобрел Орлов Алексей Фёдорович, у своей двоюродной сестры графини Анны Алексеевны Орловой – Чесменской.
В начале XIX века в селе действовал крупный конный завод. В 1900 году здесь имелись одно общественное здание, земская школа, три мелочные и одна винная лавки.
В 1923—1928 годах входило в состав Бобровского и Усманского уездов, с 1928 года — в составе Панинского района.
До 13 апреля 2015 года село Пады входило в состав Борщёвского сельского поселения.

## Население
| 1859 | 1897 | 2000 | 2005 | 2010 |
| ---- | ---- | ---- | ---- | ---- |
| 772  | ↗844 | ↘350 | ↘296 | ↘224 |

Население села по состоянию на 1859 год составляло 772 человека, в 1880 году — 654 человека, в 1900 году — 910 человек, в 1926 году — 1266 человек.

### Известные люди
- В селе родилась кандидат экономических наук, доцент Шохина Л. С.[9]

## Достопримечательности
В селе находится церковь Покрова Пресвятой Богородицы — православный храм Борисоглебской и Бутурлиновской епархии Воронежской митрополии.
Самый старый храм района, построен в 1809 году в с. Пады на средства его владелицы - графини Анны Алексеевны Орловой-Чесменской.
Это большая кирпичная церковь выполнена в строгих формах классицизма. Основной двухсветный объем имеет форму равностороннего креста. С запада примыкает четырехгранная колокольня. Трапезная отсутствует. Торцы боковых ветвей на всю высоту расчленены пилястрами. На северном и южном фасадах здания – арочные плоские ниши высотой в два этажа. Нижние проемы света прямоугольные, верхние – с лучковыми перемычками, проемы светового барабана – узкие арочные окна по сторонам света. На окнах сохранились оригинальные решетки
За церковью находится старое кладбище.
Архиепископ Дмитрий (Самбикин) в документах середины 1880-х годов отмечал: «Церковь в Падах, Бобровского уезда, каменная, построена в 1809 году графинею Анною Алексеевной Орловой-Чесменскою. Земли 33 десятины. Один причт. Два подцерковных каменных дома. Прихожан до 400 душ. К этой церкви приписана Николаевская церковь хутора Новочерновской».
По документам Воронежской епархии на 1900 год, в штате Покровской церкви числились: священник (Митрофан Иванович Покорский) и псаломщик (Константин Стефанович Иванов). Церкви принадлежало 35 десятин пахотных земель. Приход насчитывал 128 дворов, в которых проживало 906 человек.
В настоящее время церковь постановлением администрации Воронежской области N 850 от 14.08.95 г. является объектом исторического и культурного наследия областного значения.